# Château de Francs (Francs)
Pour l’article homonyme, voir Château de Francs (Bègles).
 (janvier 2010).
Si vous disposez d'ouvrages ou d'articles de référence ou si vous connaissez des sites web de qualité traitant du thème abordé ici, merci de compléter l'article en donnant les références utiles à sa vérifiabilité et en les liant à la section « Notes et références ».
Le château de Francs est un château situé à Francs (Gironde).

## Histoire
Dominant le paysage, le château de Francs date en partie du Moyen Âge. Il est ceint d’un vignoble aujourd’hui totalement restauré. Ce domaine avec 40 hectares de vignes assises sur un terroir argilo-calcaire proche de ce que l’on trouve sur le plateau de Saint-Émilion conduisent deux amis d’enfance à racheter le château.
Le château de Francs fut une place forte militaire anglo-aquitaine jusqu'en 1453, date de la bataille de Castillon. Seule une partie du château servait d’habitation seigneuriale, le reste étant réservé aux 300 hommes de troupe avec leurs chevaux et équipages. La famille de Ségur qui avait mis son château à la disposition du pouvoir anglo-aquitain, fut contrainte de le vendre quand l’Aquitaine redevint française.

## Appellation
« Humble perle du Bordelais, les bordeaux-côtes-de-francs n’en constituent pas moins l’une de ses pierres les plus précieuses. Pour l’instant elle ne brille que pour elle et quelques amateurs avertis, mais son éclat délicat et discret risque bien dans l’avenir d’éclipser des gloires mieux établies. — Jean Paul Kauffmann —  »
Lors de la bataille de Vouillé, Clovis Ier, roi des Francs, bat Alaric II, roi des Wisigoths, et s’empare de l’Aquitaine. Un détachement de l’armée franque établit son camp en ce lieu qui fut dénommé « Ad Francos » et devint par la suite « Francs », nom d’une des trois communes situées sur l’aire d’appellation. Si la règle qui a constitué la dénomination côtes-de-francs date seulement de 1967, cette région chargée d’histoire atteste d’une culture ancienne de la vigne dont font état les relevés de Belleyme de 1762. La naissance de cette dénomination a révélé l’identité d’un vignoble qui continue d’affirmer sa singularité et sa personnalité.
Au-delà des satellites de Saint-Émilion, Francs se trouvent à l’extrémité est du département de la Gironde, loin de Bordeaux et de ses grands axes routiers. Les paysages sont doux et ondoyants. Des coteaux recouverts de vignes souvent surmontés de ruines d’anciens moulins dominent les prairies et les peupleraies qui occupent le fond des vallons. C’est l'une des plus petites appellations du Bordelais. Elle représente 500 hectares de vigne avec de nombreuses petites exploitations (40 viticulteurs travaillent moins d’un hectare).
Née officiellement en 1967, la dénomination côtes-de-francs est longtemps restée dans un quasi anonymat. Il faut attendre le milieu des années 1980 pour que des viticulteurs s’intéressent à ce terroir et se lancent dans l’aventure. Les environs de Francs deviendront les terres de prédilection de quelques héritiers des grandes familles décidés à valoriser cette appellation. Dominique Hebrard, à l’époque un des propriétaires du château Cheval Blanc, et Hubert de Bouard, un des copropriétaires du château Angélus, firent les premiers pas en rachetant le château de Francs, désormais en appellation côtes-de-bordeaux (francs-côtes-de-bordeaux).

## Les vins
- Château de Francs blanc
- Château de Francs rouge
- Château de Francs cuvée « Les Cerisiers »

## Homonymie
Il existe deux châteaux de Francs dans le département de la Gironde : le premier plus ancien en tant que demeure historique sur la commune de Bègles, le second sur la commune de Francs.
Ce dernier nommé Seigneur de Bègles par re-mariage, se voit dans l'obligation d'habiter une noble et historique propriété urbaine et viticole à Bègles près de Bordeaux.
Bertrand de Ségur, retrouve le château du XIIe siècle "La Mothe de Bègles", qu'il re-baptisera "Châteaux de Francs" en 1364.
(Voir Historique du Château de Francs (Bègles) certifié par les archives de Bègles et Bordeaux)